# Reuth (Dietramszell)

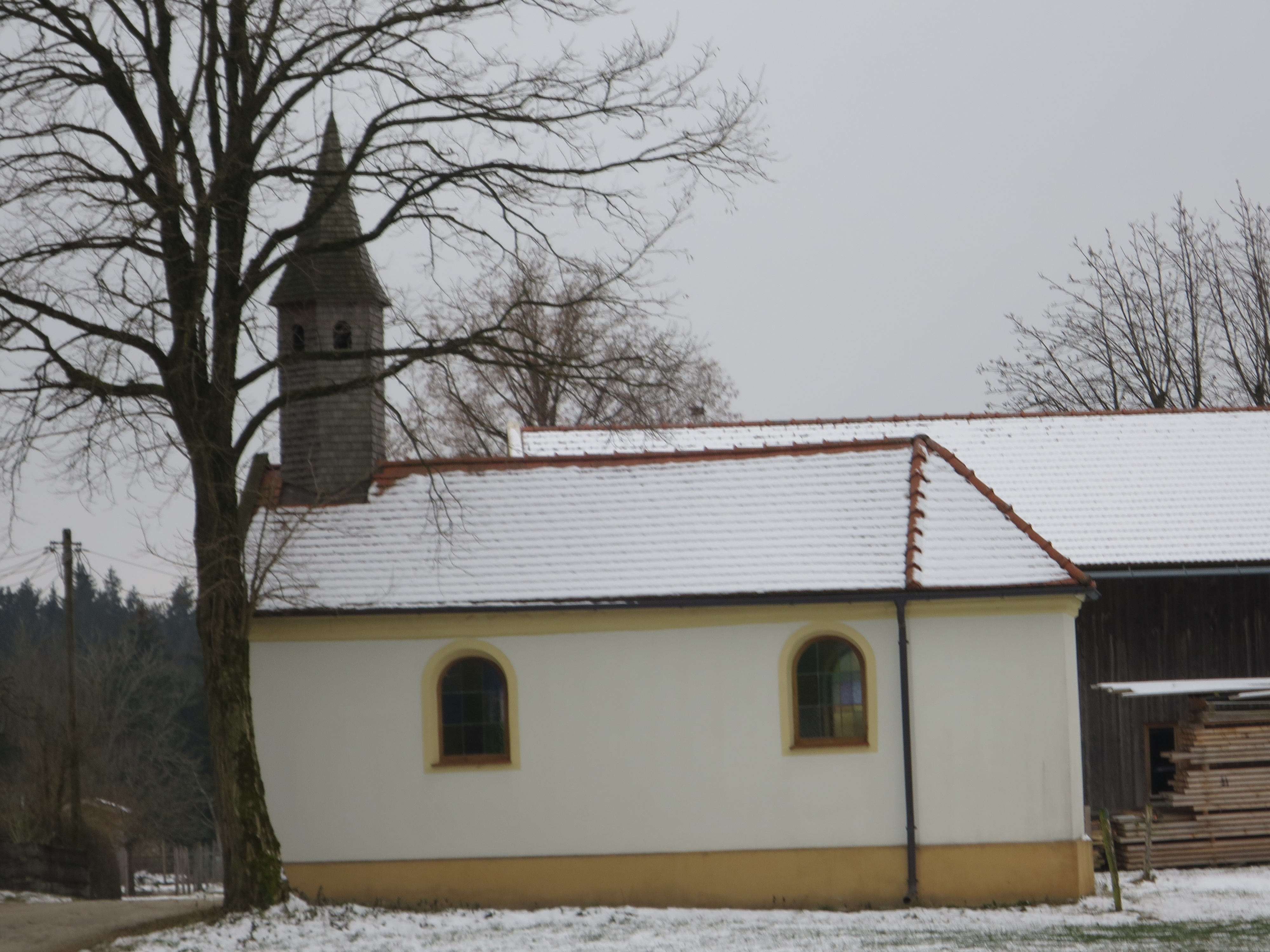
Weilerkapelle Reuth

Reuth ist ein Ortsteil der Gemeinde Dietramszell im Landkreis Bad Tölz-Wolfratshausen (Oberbayern).

## Geografie
Der Weiler liegt knapp sechs Kilometer nordnordwestlich von Dietramszell. 

## Gemeinde
Der Ort gehörte bis 1971 zur Gemeinde Linden, die sich am 1. Januar 1972 mit den Gemeinden Baiernrain, Dietramszell, Föggenbeuern und Manhartshofen zusammenschloss. Die Gemeinde erhielt durch Bürgervotum den Namen Dietramszell. Mit der Auflösung des Landkreises Wolfratshausen kam der Ort am 1. Juli 1972 zum Landkreis Bad Tölz-Wolfratshausen (Namensführung bis 30. April 1973: Landkreis Bad Tölz).

## Einwohner
1871 hatte der Ort acht Einwohner, bei der Volkszählung 1987 wurden 32 Personen registriert.

## Baudenkmäler
Einziges Baudenkmal des Ortes ist die Weilerkapelle, ein putzgegliederter Satteldachbau mit Dachreiter, bezeichnet 1851.
Siehe: Denkmalliste